# Palakollu
Palakollu ist eine Stadt im indischen Bundesstaat Andhra Pradesh.
Die Stadt ist Teil des Distrikt West Godavari. Palakollu hat den Status einer Municipality. Die Stadt ist in 59 Wards gegliedert. Es ist ein Pilgerzentrum, da sich hier der Ksheerarama-Tempel befindet, einer der fünf wichtigsten hinduistischen Tempel in Andhra Pradesh.
Die Stadt ist bekannt dafür, viele Regisseure und Schauspieler des Telugu-Films hervorgebracht zu haben.

## Demografie
Die Einwohnerzahl der Stadt liegt laut der Volkszählung von 2011 bei 61.284 und die der Metropolregion bei 81.199.

## Infrastruktur
Die Stadt ist über einen eigenen Bahnhof mit dem nationalen Schienennetz verbunden.

## Wirtschaft
Landwirtschaftliche Betriebe sowie Lebensmittelverarbeitung und Reismühlen sind die Haupteinnahmequellen der Stadt. Kokosnüsse aus der Region werden von hier aus nach ganz Indien geliefert. Die Stadt dient als Distributions- und Handelszentrum für sein Hinterland. Die Stadt ist das regionale Hochschulzentrum und bekannt für spezialisierte Gesundheitsdienste.